# Anatomska građa drva
Anatomska građa drva je botaničko-tehnička disciplina anatomije drva. Svaka vrsta drveća ima jedinstvenu anatomsku građu, a posebno se razlikuju anatomska građa drva listača i anatomska građa drva četinjača. Građa drva promatra se mikroskopski ili golim okom na tri karakterstična presjeka: poprečni, uzdužni radijalni i uzdužni tangentni presjek. Drvo se sastoji od srčike, primarnoga ksilema, primarnih zraka srčike i sekundarnoga ksilema, ispresjecanog sekundarnim zrakama srčike.

## Četinjače
Drvo četinjača građeno je pretežno od traheida, koje su šuplje, na oba kraja zatvorene cijevi, sa svih strana opkoljene membranama te na oba kraja zašiljene. Tekućine prolaze iz jedne traheidu u drugu kroz parove ograđenih jažica. Duljina traheida četinjača umjerenog pojasa kreće se od 0,7 do 9 mm, u prosjeku oko 3,5 mm. Tipične ograđene jažice imaju membrane nalik na kružni vijenac. Membrane jažica imaju mikroskopske otvore i pukotine. 
Neki rodovi četinjača imaju aksijalne i radijalne smolenice, koje su međusobno povezane. 

## Listače
Drvo listača pretežno je građeno od traheja, vlakanaca i parenhima. Traheje su specijalizirani provodni elementi drva. Članci traheja u trahealnom nizu imaju prave otvore bez membrana. Proticajni otvori trahealnog niza u drvu listača, znatno je manji nego kod traheida četinjača. Tekućina se širi u poprečnim smjerovima kroz jažice. One su različite od jažica četinjača četinjača: znatno su manje, nemaju torus, a membrana jažica potpuno je oblikovana i u središnjem dijelu. 
Glavna masa drva listača izgrađena je od tipičnih vlakanaca i prijelaznih tipova od vlakanaca do traheida i parenhima. Vlakanca su jedinstvene stanice kao i traheide, na oba kraja zašiljene. Vlakanca listača su obična kratka, rijetko dosežu do 2 mm. Traci listača građeni su samo od stanica parenhima. Stanice traka povezane su kroz parove jednostavnih jažica. Parenhim se nalazi oko traheje (paratrahealan), na granici goda (granični) ili unutar goda (apotrahealan).